# Bungarus
Los búngaros (Bungarus), a veces llamados kraits, son un género de serpientes venenosas de la familia Elapidae que se encuentran en la India y el Sudeste asiático. Hay 12 especies y 5 subespecies. Es una de las serpientes más venenosas del mundo.

## Distribución
Se encuentran en el subcontinente indio, incluyendo Sri Lanka y el este de Pakistán, y en el Sureste Asiático, incluyendo Indonesia y Borneo.

## Descripción
Estas especies miden usualmente entre 1 y 1,5 m de largo, aunque se han observado especímenes de hasta 2 m. El Bungarus fasciatus puede crecer hasta  2.5 m. La mayoría de estas serpientes están cubiertas de suaves y brillantes escamas organizadas alternando áreas con escamas negras y otras con escamas de colores claros. Esto les permite tener camuflaje en su hábitat natural, las praderas y los matorrales. Las escamas en el borde dorsal de estas serpientes son hexagonales. La cabeza es aplanada y los ojos tienen pupilas redondas. Presentan un achatamiento dorso-lateral pronunciado, y son triangulares en su sección transversal. La cola se reduce a un delgado punto.

## Reproducción
Los búngaros son ovíparos, y la hembra pone una nidada de 6 a 12 huevos en pilas de hojas, quedándose con ellos hasta que salen del cascarón

## Dieta y comportamiento
Son ofiófagos, es decir que se alimentan principalmente de otras serpientes (incluso especies venenosas), y también son caníbales, porque se alimentan de otros búngaros. También comen pequeñas lagartijas.
Son especies nocturnas. La serpiente es más dócil durante el día, y más agresiva en la noche. Sin embargo, son bastante tímidas, y por lo general esconden la cabeza enrollándose por protección. En esta postura, a veces golpean con su cola como una forma de distracción.

## Veneno
Las especies del género Bungarus contienen veneno neurotóxico que es extremadamente potente, 16 veces más que el de una cobra, e induce parálisis muscular rápidamente. Clínicamente su veneno contiene neurotoxinas presinápticas; éstas afectan la habilidad del terminal nervioso de liberar neurotransmisores al nervio siguiente, interrumpiendo el mensaje. 
En el envenenamiento con bungarotoxinas, primero se bloquea la liberación de transmisores, llevando a una breve parálisis. Luego viene un período de sobre-excitación, calambres, espasmos y convulsiones, lo que finaliza en una parálisis. No todas las fases ocurren en todas las partes del cuerpo a la vez. 
Dado que son especies nocturnas, rara vez encuentran humanos a la luz del día, así que las mordeduras son raras. No obstante, una mordedura de krait puede ser mortal, y deben ser tratadas como una emergencia médica. Vale la pena notar que frecuentemente el dolor en el sitio de la mordida es leve o inexistente, y esto puede dar una falsa sensación de seguridad a la víctima. Típicamente, la víctima empieza a quejarse de severos dolores abdominales acompañados de parálisis muscular progresiva, que frecuentemente empieza con ptosis. Como no hay síntomas locales, un paciente debe ser observado cuidadosamente para posibles signos que indiquen la parálisis, como el comienzo de la ptosis, diplopía y disfagia, y ser tratado de urgencia con antisuero. Antes del desarrollo del antisuero, existía un 85% de mortalidad entre las víctimas de mordida.
El antisuero a veces es inefectivo para otras especies del género que la que se usó para la preparación del antisuero. En algunos sitios web se dice que aún con tratamiento, hay un índice de mortalidad del 50% , pero no hay una fuente en la literatura médica que confirme esta afirmación. La mortalidad se mantiene alta, por una parte dado que muchos pacientes envenenados no logran llegar a instalaciones médicas por la distancia, y por otra dada la falta de recursos médicos, especialmente ventiladores mecánicos e implementos para intubación, en hospitales rurales. 
Una vez en una instalación médica la víctima debe ser ayudada hasta que el veneno se metabolice y la víctima pueda respirar sin ayuda, especialmente si no hay un antisuero específico para la especie. Dado que las toxinas alteran la transmisión de acetilcolina causando la parálisis, algunos pacientes han sido tratados efectivamente con inhibidores de la colinesterasa como fisostigmina o neostigmina, pero el éxito es variable y depende de la especie.
Si no es tratada a tiempo la muerte ocurre aproximadamente 6 a 12 horas luego de la mordida, pero puede ser retrasada significativamente. La causa de muerte es normalmente insuficiencia respiratoria, esto por la sofocación provocada por la completa parálisis del diafragma. Si el paciente llega a un hospital pero no es tratado a tiempo puede ocurrir coma permanente o incluso muerte cerebral por hipoxia.
En el año 2001, el herpetólogo Dr. Joe Slowinski fue mordido por un joven krait de la especie  (B. multicinctus) mientras hacía una investigación de campo en Birmania. Fue incapaz de llegar a tiempo para asistencia médica y subsecuentemente murió por los efectos del veneno.

## Especies
Se reconocen las 17 siguientes según The Reptile Database:
| Especie           | Autoridad                                              | Subespecies * | Nombre común             | Distribución |
| ----------------- | ------------------------------------------------------ | ------------- | ------------------------ | --- |
| B. andamanensis   | Biswas & Sanyal, 1978                                  | 0             | Krait de Andamán del Sur | India (Islas Andamán) |
| B. bungaroides    | Cantor, 1839                                           | 0             | Krait del Himalaya       | Birmania, India (Assam, Cachar, Sikkim), Nepal, Vietnam |
| B. caeruleus      | Schneider, 1801                                        | 0             | Krait indio              | Afganistán, Pakistán, India (Maharashtra, Karnataka, Sri Lanka, Bangladés, Nepal |
| B. candidus       | Linnaeus, 1758                                         | 0             | Krait común de Tailandia | Camboya, Indonesia (Java, Sumatra, Bali, Célebes), Malasia, Singapur, Tailandia, Vietnam |
| B. ceylonicus     | Günther, 1864                                          | 1             | Krait de Sri Lanka       | Sri Lanka |
| B. fasciatus      | Schneider, 1801                                        | 0             | Krait común o anillado   | Bangladés, Brunéi, Birmania, Camboya, sur de China (incl. Hong Kong, Hainan), noreste de India, Bután, Nepal, Indonesia (Sumatra, Java, Borneo), Laos, Macao; Malasia (Malaya y Malasia Oriental), Singapur, Tailandia, Vietnam |
| B. flaviceps      | Reinhardt, 1843                                        | 1             | Krait cabeza roja        | Sur de Tailandia, Sur de Birmania, Camboya, Vietnam, Península Malaya, Pulau Tioman, Indonesia (Bangka, Sumatra, Java, Billiton, Borneo)                                                                                        |
| B. lividus        | Cantor, 1839                                           | 0             | Krait unicolor           | India, Bangladés, Nepal |
| B. magnimaculatus | Wall and Evans, 1901                                   | 0             | Krait común de Birmania  | Birmania |
| B. multicinctus   | Blyth, 1861                                            | 1             | Krait común              | Taiwán, sur de China (incl. Hong Kong, Hainan), Birmania, Laos, norte de Vietnam, Tailandia |
| B. niger          | Wall, 1908                                             | 0             | Krait de montaña         | India (Assam, Sikkim), Nepal, Bangladés, Bután |
| B. persicus       | Abtin, Nilson, Mobaraki, Hosseini & Dehgannejhad, 2014 | 0             | Krait iraní              | Irán |
| B. sagittatus     | Aksornneam, Rujirawan, Yodthong, Sung & Aowphol, 2024  | 0             | Krait de Tenasserim      | Khao Krachom, distrito de Suan Phueng, provincia de Ratchaburi (Reino de Tilandia). El área es parte de la Cordillera de Tenasserim, que se encuentra en la frontera entre Tailandia y Myanmar.                                 |
| B. sindanus       | Boulenger, 1897                                        | 2             | Krait indio              | Sureste de Pakistán, India |
| B. slowinskii     | Kuch, Kizirian, Nguyen, Lawson, Donnelly & Mebs, 2005  | 0             | Krait del río Rojo       | Vietnam, Laos |
| B. suzhenae       | Chen, Shi, Vogel, Ding & Shi, 2016                     | 0             | Krait de Suzhenae        | Norte de Myanmar y zonas sudoccidentales de China |

* Sin incluir la forma típica.